# Вителлий Германик
Вителлий Германик (лат. Vitellius Germanicus) — младший сын императора Вителлия.
Вителлий Германик, младший сын будущего императора Авла Вителлия и его второй жены Галерии Фунданы, родился в 62 году, после смерти первого сына Авла, Вителлия Петрониана. Германик страдал сильным заиканием — настолько, что всё время молчал. В 69 году, когда его отец начал борьбу за власть, находился с матерью в Риме. Отправляясь на войну с Вителлием, тогдашний император Отон принял меры для защиты семьи своего противника и обеспечения её безопасности.
После того, как Вителлий разгромил Отона при Бедриаке, его жена и дети прибыли к нему в Лугдун. Там Вителлий укутал сына плащом военачальника, облёк его знаками императорского достоинства и дал ему почётное прозвище Германик (которое впрочем принял сам) и провёл перед ним свои войска. Портрет Германика чеканился на монетах, а 6 июня 69 года коллегия арвальских братьев принесла жертвы в честь его дня рождения. Вскоре после гибели своего отца Германик был убит Лицинием Муцианом. Ему было 8 лет.